# Torneo de Dubái 2021
El Dubái Tennis Championships 2021 fue un evento profesional de tenis perteneciente al ATP en la categoría ATP Tour 500 y en la WTA a los WTA 1000. Se disputó del 8 al 14 de marzo para las mujeres y del 15 al 21 de marzo para los hombres, en Dubái, (Emiratos Árabes Unidos).

## Distribución de puntos
| Categoria            | G   | F   | SF  | CF  | R16 | R32 | C  | C2 | C1 |
| Individual masculino | 500 | 330 | 200 | 100 | 50  | 0   | 25 | 13 | 0  |
| Dobles masculino     | 500 | 300 | 180 | 90  | –   | –   | 45 | 25 | 0  |

| Modalidad           | G   | F   | SF  | CF  | R16 | R32 | R64 | C  | C2 | C1 |
| Individual femenino | 900 | 585 | 350 | 190 | 105 | 60  | 1   | 30 | 20 | 1  |
| Dobles femenino     | 900 | 585 | 350 | 190 | 105 | 1   | —   | —  | —  | —  |

## Cabezas de serie

### Individuales masculino
| Tenista          | Ranking | Preclasificado |
| Dominic Thiem    | 4       | 1              |
| Andrey Rublev    | 8       | 2              |
| Denis Shapovalov | 11      | 3              |
| Roberto Bautista | 13      | 4              |
| David Goffin     | 14      | 5              |
| Pablo Carreño    | 16      | 6              |
| Stan Wawrinka    | 20      | 7              |
| Karen Jachanov   | 21      | 8              |
| Álex de Miñaur   | 23      | 9              |
| Borna Ćorić      | 24      | 10             |
| Dušan Lajović    | 27      | 11             |
| Daniel Evans     | 28      | 12             |
| Hubert Hurkacz   | 30      | 13             |
| Filip Krajinović | 32      | 14             |
| Taylor Fritz     | 33      | 15             |
| Jannik Sinner    | 34      | 16             |
| Lorenzo Sonego   | 35      | 17             |

- Ranking del 8 de marzo de 2021.[3]

### Dobles masculino
| Tenista                           | Ranking | Preclasificado |
| Juan Sebastián Cabal Robert Farah | 3       | 1              |
| Nikola Mektić Mate Pavić          | 7       | 2              |
| Wesley Koolhof Łukasz Kubot       | 19      | 3              |
| Ivan Dodig Filip Polášek          | 19      | 4              |

### Individuales femeninos
| Tenista             | Ranking | Preclasificada |
| Elina Svitólina     | 5       | 1              |
| Karolína Plíšková   | 6       | 2              |
| Aryna Sabalenka     | 8       | 3              |
| Petra Kvitová       | 10      | 4              |
| Kiki Bertens        | 11      | 5              |
| Belinda Bencic      | 12      | 6              |
| Victoria Azárenka   | 14      | 7              |
| Iga Świątek         | 15      | 8              |
| Garbiñe Muguruza    | 16      | 9              |
| Elise Mertens       | 18      | 10             |
| Madison Keys        | 19      | 11             |
| Markéta Vondroušová | 20      | 12             |
| Petra Martić        | 21      | 13             |
| Elena Rybakina      | 23      | 14             |
| Anett Kontaveit     | 24      | 15             |
| María Sákkari       | 25      | 16             |

- Ranking del 1 de marzo de 2021.[4]

### Dobles femeninos
| Tenista                               | Ranking | Preclasificada |
| Elise Mertens Aryna Sabalenka         | 3       | 1              |
| Barbora Krejčíková Kateřina Siniaková | 12      | 2              |
| Nicole Melichar Demi Schuurs          | 23      | 3              |
| Shuko Aoyama Ena Shibahara            | 29      | 4              |
| Tímea Babos Veronika Kudermétova      | 32      | 5              |
| Gabriela Dabrowski Cori Gauff         | 57      | 6              |
| Hayley Carter Luisa Stefani           | 61      | 7              |
| Alexa Guarachi Darija Jurak           | 63      | 8              |

## Campeones

### Individual masculino
Aslán Karatsev venció a  Lloyd Harris por 6-3, 6-2

### Individual femenino
Garbiñe Muguruza venció a  Barbora Krejčíková por 7-6(8-6), 6-3

### Dobles masculino
Juan Sebastián Cabal /  Robert Farah vencieron a  Nikola Mektić /  Mate Pavić por 7-6(7-0), 7-6(7-4)

### Dobles femenino
Alexa Guarachi /  Darija Jurak vencieron a  Yifan Xu /  Zhaoxuan Yang por 6-0, 6-3